# Суперкубок Йорданії з футболу 2018
Суперкубок Йорданії з футболу 2018  — 36-й розіграш турніру. Матч відбувся 17 серпня 2018 року між чемпіоном Йорданії клубом Аль-Вахдат та володарем Кубка Йорданії клубом Аль-Джазіра.
| Володар Суперкубка Йорданії 2018 |
| -------------------------------- |
|                                  |
| Аль-Вахдат Тринадцятий титул     |

## Матч

### Деталі
| 17 серпня 2018 19:00 (EEST) |

| Аль-Вахдат              | 2:1 | Аль-Джазіра |
| ----------------------- | --- | ----------- |
| Мурджан 65' Ратеб 90+1' |     | Самір 2'    |

| Інтернаціональний стадіон, Амман Арбітр: Адам Махадмех |